# Amparo Lorenza Rivelles Guillén
Amparo Lorenza Rivelles Guillén (Madrid, 14 de abril de 1891 - Valencia, 22 de septiembre de 1976). Fue una actriz española, casada con el también actor Leopoldo Pitarch Pechuán. Es tía de la afamada actriz Amparo Rivelles y Ladrón de Guevara

## Biografía
Hija de  Amparo Guillén y Jaime Rivelles, hermana mayor de Rafael Rivelles y Juan Rivelles Guillén. Amparo Rivelles también se dedicó a la interpretación aunque con menor fortuna, trabajando primeramente junto a sus padres y luego en diversas compañías teatrales de la época. A principios de los años treinta formaba parte, como primera actriz, de la compañía de otro actor prestigioso de los Poblados Marítimos, Vicente Mauri Solé.
Contrajo matrimonio, en la Iglesia de Nuestra Señora de Los Ángeles de El Cabanyal, el 10 de agosto de 1916, con el actor y cantante tenor valenciano Leopoldo Pitarch Pechuán.
Tuvo una fugaz carrera artística, a diferencia del resto de los miembros de su familia.
Fallece el 22 de septiembre de 1976, en El Cabanyal a los 85 años de edad.